# Filip Đuričić
Filip Đuričić (in serbo Филип Ђуричић?, traslitterazione anglosassone Filip Djuricic; Obrenovac, 30 gennaio 1992) è un calciatore serbo, centrocampista del Panathīnaïkos.

## Caratteristiche tecniche
Đuričić è un trequartista ambidestro, che riesce a coniugare classe e corsa. Ha passo rapido, salta l'avversario, protegge il pallone con forza e intelligenza, e appartiene alla categoria dei trequartisti moderni, in grado di disegnare il gioco e anche di pungere in zona offensiva. È solito inserirsi, tagliare verso il centro del campo e arrivare alla conclusione. Combina efficacemente agilità e tecnica.

## Carriera

### Club

#### Gli inizi
Cresciuto nelle giovanili del Obrenovac 1905 prima e in quelle della Stella Rossa dopo, nell'estate 2007 si trasferisce in Grecia ad Atene per giocare in quelle dell'Olympiakos.
Con i Erithrolefki resta solo una stagione decidendo nel 2008 di tornare in Serbia al Radnički Obrenovac, qui debutta in prima squadra all'età di 16 anni in Srpska Liga, ossia il terzo livello del calcio serbo, giocando 17 partite stagionali.
Le sue performance sono notate dal Manchester United, col quale, sotto la guida di Ole Gunnar Solskjær, viene convocato in un periodo di prova tra le riserve. Come successo per Adem Ljajić, non ottiene però il permesso di lavoro per rimanere in Inghilterra.

#### Heerenveen
Il 13 marzo 2009 firma un contratto con la squadra olandese dell'Heerenveen e debutta in gare ufficiali il 25 luglio seguente nella finale della Supercoppa d'Olanda 2009 persa per 5-1 contro l'AZ Alkmaar. Il 20 febbraio 2010 esordisce invece in Eredivisie nella vittoria per 2-1 contro il RKC Waalwijk. Il suo primo gol olandese è datato 6 marzo 2010, sempre contro l'AZ Alkmaar. Conclude la sua prima stagione nei Paesi Bassi con 10 presenze e 1 gol.
La stagione seguente gioca altre 24 partite di Eredivisie segnando 2 reti.
Il 2011-2012 lo consacra come uno dei migliori giovani europei riuscendo a soli 20 anni ad andare in doppia cifra sia come gol che come assist realizzati: infatti in 39 gare tra Eredivisie e KNVB beker mette a segno 13 gol e fornisce 17 assist per i suoi compagni. Attira l'attenzione dei più importanti club europei ma decide di restare un'altra stagione.
Il 2 agosto 2012 debutta in Europa League, giocando il terzo turno di andata di qualificazione vinto 4-0 contro il Rapid Bucarest anche grazie ad una sua doppietta. La stagione lo vede realizzare 10 gol in 37 gare totali tra Eredivisie, KNVB beker ed Europa League.

#### Benfica
Nel febbraio 2013 viene acquistato dal Benfica per 6 milioni di euro. Il trasferimento in Portogallo avviene nel giugno 2013 ed il 18 agosto seguente debutta in Primeira Liga contro il Marítimo. Il 17 settembre invece debutta in Champions League nella vittoria per 2-0 contro l'Anderlecht, partita nella quale segna anche il suo primo gol portoghese. A fine stagione vince la Primeira Liga, la Taça da Liga e la Taça de Portugal.

#### Magonza, Southampton e Anderlecht
Il 23 luglio 2014 si trasferisce in Germania al Mainz in prestito oneroso (400.000 euro) con diritto di riscatto fissato a 12,5 milioni. Debutta il 24 agosto nella gara di Bundesliga pareggiata 2-2 contro il Paderborn.
Il 2 febbraio 2015, dopo aver giocato 12 partite col Mainz, viene ceduto nuovamente in prestito ma questa volta in Inghilterra al Southampton. Esordisce in Premier League l'11 febbraio 2015 nel corso della gara pareggiata 0-0 contro il West Ham. A fine stagione, dopo aver collezionato tra Germania e Inghilterra 22 presenze totali, torna in Portogallo per fine prestito.
La stagione 2015-2016 lo vede di nuovo nelle file del Benfica ma colleziona solamente due presenze prima di venire nuovamente ceduto in prestito con diritto di riscatto fissato a 8 milioni di euro. Si trasferisce in Belgio all'Anderlecht fino al termine della stagione, giocando 20 gare tra Pro League ed Europa League, segnando 1 gol.

#### Sampdoria
Il 22 luglio 2016 si trasferisce alla Sampdoria in prestito con diritto di riscatto fissato a 3 milioni di euro. Il giocatore sceglie la maglia numero 23. Compie il suo esordio il 22 ottobre 2016 nella 9ª giornata in occasione del derby della lanterna, vinto 2-1 contro i rivali del Genoa, quando entra al posto del suo compagno di squadra Luis Muriel all'87º minuto. Il 31 gennaio 2017 viene riscattato dalla Samp nell'operazione che porta Pedro Pereira al Benfica.

#### Benevento e Sassuolo
Dopo avere trovato poco spazio a Genova, il 18 gennaio 2018 viene ceduto con la formula del prestito secco fino al termine della stagione al Benevento. Partito non al meglio della condizione, a causa delle numerose panchine alla Sampdoria, cresce sempre di più riacquistando la classe e la qualità dei giorni migliori e diventando uno dei giocatori di maggior qualità del girone di ritorno della squadra campana, che pure retrocede in Serie B in malo modo.
L'11 giugno 2018, da svincolato, viene acquistato dal Sassuolo, fortemente voluto dal suo allenatore a Benevento, Roberto De Zerbi. Realizza il suo primo gol il 30 settembre 2018 in occasione della sconfitta per 1-4 subita in casa contro il Milan.

#### Ritorno alla Sampdoria
Il 1º agosto 2022 firma un contratto biennale, più opzione per il terzo anno, con la Sampdoria. Il 10 settembre sigla il suo primo gol con i blucerchiati, nella sconfitta per 1-2 contro il Milan.

#### Panathīnaïkos
Il 21 giugno 2023, dopo aver risolto il contratto con la società blucerchiata, Đuričić si unisce ai greci del Panathīnaïkos, firmando un contratto fino al 2025.

### Nazionale

#### Nazionali giovanili
Dopo aver giocato 31 partite con 12 gol tra Under-16, Under-17 e Under-18 serbe, dal 2009 fa parte dell'Under-19, la quale raggiunge la semifinale dell'Europeo 2009 persa contro l'Ucraina. Con questa selezione ottiene 15 presenze segnando 5 gol.
Dal 2009 al 2015 gioca per l'Under-21 con cui segna 4 gol in 19 presenze: l'esordio è datato 15 novembre 2009 nella gara valida per le qualificazioni ad Euro 2011 vinta per 3-2 contro la Norvegia. Nel 2015 partecipa al Campionato Europeo di categoria.

#### Nazionale maggiore
Il 22 febbraio 2012 debutta in nazionale maggiore nella gara amichevole pareggiata 0-0 contro Malta. Segna il suo primo gol l'11 settembre 2012 contro il Galles. Realizza un'altra rete nella partita amichevole vinta contro il Cile il 14 novembre 2012 e mette a segno una doppietta contro la Scozia il 26 marzo 2013. Tra il 2012 e il 2016 viene spesso convocato, ma da lì in poi non riceve più alcuna convocazione, tornando a giocare per la Serbia soltanto nel novembre 2019.
Nel novembre del 2022, viene incluso dal CT Dragan Stojković nella rosa serba partecipante ai Mondiali di calcio in Qatar.

## Statistiche

### Presenze e reti nei club
Statistiche aggiornate al 21 giugno 2023.
| Stagione          | Squadra            | Campionato        | Campionato | Campionato | Coppe nazionali | Coppe nazionali | Coppe nazionali | Coppe continentali | Coppe continentali | Coppe continentali | Altre coppe | Altre coppe | Altre coppe | Totale | Totale |
| Stagione          | Squadra            | Comp              | Pres       | Reti       | Comp            | Pres            | Reti            | Comp               | Pres               | Reti               | Comp        | Pres        | Reti        | Pres   | Reti   |
| ----------------- | ------------------ | ----------------- | ---------- | ---------- | --------------- | --------------- | --------------- | ------------------ | ------------------ | ------------------ | ----------- | ----------- | ----------- | ------ | ------ |
| 2008-2009         | Radnički Obrenovac | SRL               | 15         | 3          | CS              | 0               | 0               | -                  | -                  | -                  | -           | -           | -           | 15     | 3      |
| 2009-2010         | Heerenveen         | ED                | 9          | 1          | CO              | 0               | 0               | -                  | -                  | -                  | SO          | 1           | 0           | 10     | 1      |
| 2010-2011         | Heerenveen         | ED                | 24         | 2          | CO              | 1               | 0               | -                  | -                  | -                  | -           | -           | -           | 25     | 2      |
| 2011-2012         | Heerenveen         | ED                | 34         | 10         | CO              | 5               | 3               | -                  | -                  | -                  | -           | -           | -           | 39     | 13     |
| 2012-2013         | Heerenveen         | ED                | 32         | 7          | CO              | 1               | 1               | UEL                | 4                  | 2                  | -           | -           | -           | 37     | 10     |
| Totale Heerenveen | Totale Heerenveen  | Totale Heerenveen | 99         | 20         |                 | 7               | 4               |                    | 4                  | 2                  |             | 1           | 0           | 111    | 26     |
| 2013-2014         | Benfica            | PL                | 11         | 0          | TP+TL           | 3+2             | 0+1             | UCL+UEL            | 3+3                | 1+0                | -           | -           | -           | 22     | 2      |
| 2014-feb. 2015    | Mainz              | BL                | 11         | 0          | CG              | 1               | 0               | UEL                | 0                  | 0                  | -           | -           | -           | 12     | 0      |
| feb.-giu.2015     | Southampton        | PL                | 9          | 0          | -               | -               | -               | -                  | -                  | -                  | -           | -           | -           | 9      | 0      |
| 2015-gen.2016     | Benfica            | PL                | 1          | 0          | TP+TL           | 1+0             | 0               | -                  | -                  | -                  | -           | -           | -           | 2      | 0      |
| Totale Benfica    | Totale Benfica     | Totale Benfica    | 12         | 0          |                 | 6               | 1               |                    | 6                  | 1                  |             | -           | -           | 24     | 2      |
| gen.-giu.2016     | Anderlecht         | JL                | 17         | 1          | CB              | 0               | 0               | UEL                | 3                  | 0                  | -           | -           | -           | 20     | 1      |
| 2016-2017         | Sampdoria          | A                 | 19         | 0          | CI              | 2               | 0               | -                  | -                  | -                  | -           | -           | -           | 21     | 0      |
| 2017-gen.2018     | Sampdoria          | A                 | 1          | 0          | CI              | 1               | 0               | -                  | -                  | -                  | -           | -           | -           | 2      | 0      |
| gen. -giu. 2018   | Benevento          | A                 | 15         | 0          | CI              | 0               | 0               | -                  | -                  | -                  | -           | -           | -           | 15     | 0      |
| 2018-2019         | Sassuolo           | A                 | 23         | 2          | CI              | 2               | 0               | -                  | -                  | -                  | -           | -           | -           | 25     | 2      |
| 2019-2020         | Sassuolo           | A                 | 29         | 5          | CI              | 1               | 0               | -                  | -                  | -                  | -           | -           | -           | 30     | 5      |
| 2020-2021         | Sassuolo           | A                 | 32         | 5          | CI              | 1               | 0               | -                  | -                  | -                  | -           | -           | -           | 33     | 5      |
| 2021-2022         | Sassuolo           | A                 | 12         | 2          | CI              | 0               | 0               | -                  | -                  | -                  | -           | -           | -           | 12     | 2      |
| Totale Sassuolo   | Totale Sassuolo    | Totale Sassuolo   | 96         | 14         |                 | 4               | 0               |                    | -                  | -                  |             | -           | -           | 100    | 14     |
| 2022-2023         | Sampdoria          | A                 | 32         | 3          | CI              | 1               | 0               | -                  | -                  | -                  | -           | -           | -           | 33     | 3      |
| Totale Sampdoria  | Totale Sampdoria   | Totale Sampdoria  | 52         | 3          |                 | 4               | 0               |                    | -                  | -                  |             | -           | -           | 53     | 3      |
| 2023-2024         | Panathinaikos      | SL                | 19         | 3          | KE              | 3               | 0               | UCL                | 6+5                | 1+0                | -           | -           | -           | 33     | 4      |
| Totale carriera   | Totale carriera    | Totale carriera   | 345        | 44         |                 | 25              | 5               |                    | 24                 | 4                  |             | 1           | 0           | 395    | 53     |

### Cronologia presenze e reti in nazionale
| Cronologia completa delle presenze e delle reti in nazionale ― Serbia | Cronologia completa delle presenze e delle reti in nazionale ― Serbia | Cronologia completa delle presenze e delle reti in nazionale ― Serbia | Cronologia completa delle presenze e delle reti in nazionale ― Serbia | Cronologia completa delle presenze e delle reti in nazionale ― Serbia | Cronologia completa delle presenze e delle reti in nazionale ― Serbia | Cronologia completa delle presenze e delle reti in nazionale ― Serbia | Cronologia completa delle presenze e delle reti in nazionale ― Serbia |
| Data                                                                  | Città                                                                 | In casa                                                               | Risultato                                                             | Ospiti                                                                | Competizione                                                          | Reti                                                                  | Note                                                                  |
| --------------------------------------------------------------------- | --------------------------------------------------------------------- | --------------------------------------------------------------------- | --------------------------------------------------------------------- | --------------------------------------------------------------------- | --------------------------------------------------------------------- | --------------------------------------------------------------------- | --------------------------------------------------------------------- |
| 29-2-2012                                                             | Nicosia                                                               | Cipro                                                                 | 0 – 0                                                                 | Serbia                                                                | Amichevole                                                            | -                                                                     | 87’                                                                   |
| 26-5-2012                                                             | San Gallo                                                             | Spagna                                                                | 2 – 0                                                                 | Serbia                                                                | Amichevole                                                            | -                                                                     | 64’                                                                   |
| 15-8-2012                                                             | Belgrado                                                              | Serbia                                                                | 0 – 0                                                                 | Irlanda                                                               | Amichevole                                                            | -                                                                     | 63’                                                                   |
| 8-9-2012                                                              | Glasgow                                                               | Scozia                                                                | 0 – 0                                                                 | Serbia                                                                | Qual. Mondiali 2014                                                   | -                                                                     | 83’                                                                   |
| 11-9-2012                                                             | Novi Sad                                                              | Serbia                                                                | 6 – 1                                                                 | Galles                                                                | Qual. Mondiali 2014                                                   | 1                                                                     | 81’                                                                   |
| 12-10-2012                                                            | Belgrado                                                              | Serbia                                                                | 0 – 3                                                                 | Belgio                                                                | Qual. Mondiali 2014                                                   | -                                                                     | 56’                                                                   |
| 16-10-2012                                                            | Skopje                                                                | Macedonia                                                             | 1 – 0                                                                 | Serbia                                                                | Qual. Mondiali 2014                                                   | -                                                                     | 61’                                                                   |
| 14-11-2012                                                            | San Gallo                                                             | Cile                                                                  | 1 – 3                                                                 | Serbia                                                                | Amichevole                                                            | 1                                                                     | 60’                                                                   |
| 6-2-2013                                                              | Nicosia                                                               | Cipro                                                                 | 1 – 3                                                                 | Serbia                                                                | Amichevole                                                            | -                                                                     |                                                                       |
| 22-3-2013                                                             | Zagabria                                                              | Croazia                                                               | 2 – 0                                                                 | Serbia                                                                | Qual. Mondiali 2014                                                   | -                                                                     |                                                                       |
| 26-3-2013                                                             | Novi Sad                                                              | Serbia                                                                | 2 – 0                                                                 | Scozia                                                                | Qual. Mondiali 2014                                                   | 2                                                                     |                                                                       |
| 14-8-2013                                                             | Barcellona                                                            | Colombia                                                              | 1 – 0                                                                 | Serbia                                                                | Amichevole                                                            | -                                                                     | 61’                                                                   |
| 6-9-2013                                                              | Novi Sad                                                              | Serbia                                                                | 1 – 1                                                                 | Croazia                                                               | Qual. Mondiali 2014                                                   | -                                                                     | 57’                                                                   |
| 10-9-2013                                                             | Cardiff                                                               | Galles                                                                | 0 – 3                                                                 | Serbia                                                                | Qual. Mondiali 2014                                                   | -                                                                     |                                                                       |
| 15-11-2013                                                            | Dubai                                                                 | Russia                                                                | 1 – 1                                                                 | Serbia                                                                | Amichevole                                                            | -                                                                     | 73’                                                                   |
| 7-9-2014                                                              | Belgrado                                                              | Serbia                                                                | 1 – 1                                                                 | Francia                                                               | Amichevole                                                            | -                                                                     | 60’                                                                   |
| 14-10-2014                                                            | Belgrado                                                              | Serbia                                                                | 0 – 3                                                                 | Albania                                                               | Qual. Euro 2016                                                       | -                                                                     | 41’                                                                   |
| 14-11-2014                                                            | Belgrado                                                              | Serbia                                                                | 1 – 3                                                                 | Danimarca                                                             | Qual. Euro 2016                                                       | -                                                                     | 45’                                                                   |
| 18-11-2014                                                            | La Canea                                                              | Grecia                                                                | 0 – 2                                                                 | Serbia                                                                | Amichevole                                                            | -                                                                     | 66’                                                                   |
| 29-3-2015                                                             | Lisbona                                                               | Portogallo                                                            | 2 – 1                                                                 | Serbia                                                                | Qual. Euro 2016                                                       | -                                                                     | 65’                                                                   |
| 7-6-2015                                                              | Sankt Pölten                                                          | Azerbaigian                                                           | 1 – 4                                                                 | Serbia                                                                | Amichevole                                                            | -                                                                     | 56’                                                                   |
| 13-6-2015                                                             | Copenaghen                                                            | Danimarca                                                             | 2 – 0                                                                 | Serbia                                                                | Qual. Euro 2016                                                       | -                                                                     | 81’                                                                   |
| 23-3-2016                                                             | Poznań                                                                | Polonia                                                               | 1 – 0                                                                 | Serbia                                                                | Amichevole                                                            | -                                                                     | 56’                                                                   |
| 29-3-2016                                                             | Tallinn                                                               | Estonia                                                               | 0 – 1                                                                 | Serbia                                                                | Amichevole                                                            | -                                                                     | 75’                                                                   |
| 14-11-2019                                                            | Belgrado                                                              | Serbia                                                                | 3 – 2                                                                 | Lussemburgo                                                           | Qual. Euro 2020                                                       | -                                                                     | 79’                                                                   |
| 3-9-2020                                                              | Mosca                                                                 | Russia                                                                | 3 – 1                                                                 | Serbia                                                                | UEFA Nations League 2020-2021 - 1º turno                              | -                                                                     | 65’                                                                   |
| 6-9-2020                                                              | Belgrado                                                              | Serbia                                                                | 0 – 0                                                                 | Turchia                                                               | UEFA Nations League 2020-2021 - 1º turno                              | -                                                                     | 87’                                                                   |
| 8-10-2020                                                             | Oslo                                                                  | Norvegia                                                              | 1 – 2 dts                                                             | Serbia                                                                | Qual. Euro 2020                                                       | -                                                                     | 80’                                                                   |
| 14-10-2020                                                            | Istanbul                                                              | Turchia                                                               | 2 – 2                                                                 | Serbia                                                                | UEFA Nations League 2020-2021 - 1º turno                              | -                                                                     | 75’                                                                   |
| 24-3-2021                                                             | Belgrado                                                              | Serbia                                                                | 3 – 2                                                                 | Irlanda                                                               | Qual. Mondiali 2022                                                   | -                                                                     | 63’                                                                   |
| 27-3-2021                                                             | Belgrado                                                              | Serbia                                                                | 2 – 2                                                                 | Portogallo                                                            | Qual. Mondiali 2022                                                   | -                                                                     | 81’                                                                   |
| 1-9-2021                                                              | Debrecen                                                              | Qatar                                                                 | 0 – 4                                                                 | Serbia                                                                | Amichevole                                                            | -                                                                     |                                                                       |
| 7-9-2021                                                              | Dublino                                                               | Irlanda                                                               | 1 – 1                                                                 | Serbia                                                                | Qual. Mondiali 2022                                                   | -                                                                     | 25’ 70’                                                               |
| 9-10-2021                                                             | Lussemburgo                                                           | Lussemburgo                                                           | 0 – 1                                                                 | Serbia                                                                | Qual. Mondiali 2022                                                   | -                                                                     | 45+3’ 46’                                                             |
| 9-6-2022                                                              | Solna                                                                 | Svezia                                                                | 0 – 1                                                                 | Serbia                                                                | UEFA Nations League 2022-2023 - 1º turno                              | -                                                                     | 36’ 69’                                                               |
| 27-9-2022                                                             | Oslo                                                                  | Norvegia                                                              | 0 – 2                                                                 | Serbia                                                                | UEFA Nations League 2022-2023 - 1º turno                              | -                                                                     | 90+3’                                                                 |
| 18-11-2022                                                            | Riffa                                                                 | Bahrein                                                               | 1 – 5                                                                 | Serbia                                                                | Amichevole                                                            | 1                                                                     | 60’                                                                   |
| 28-11-2022                                                            | Al Wakrah                                                             | Camerun                                                               | 3 – 3                                                                 | Serbia                                                                | Mondiali 2022 - 1º turno                                              | -                                                                     | 90+2’                                                                 |
| 2-12-2022                                                             | Doha                                                                  | Serbia                                                                | 2 – 3                                                                 | Svizzera                                                              | Mondiali 2022 - 1º turno                                              | -                                                                     | 78’                                                                   |
| 27-3-2023                                                             | Podgorica                                                             | Montenegro                                                            | 0 – 2                                                                 | Serbia                                                                | Qual. Euro 2024                                                       | -                                                                     | 46’                                                                   |
| 16-6-2023                                                             | Vienna                                                                | Serbia                                                                | 3 – 2                                                                 | Giordania                                                             | Amichevole                                                            | -                                                                     | 63’                                                                   |
| 14-10-2023                                                            | Budapest                                                              | Ungheria                                                              | 2 – 1                                                                 | Serbia                                                                | Qual. Euro 2024                                                       | -                                                                     | 67’                                                                   |
| 15-11-2023                                                            | Lovanio                                                               | Belgio                                                                | 1 – 0                                                                 | Serbia                                                                | Amichevole                                                            | -                                                                     |                                                                       |
| 19-11-2023                                                            | Leskovac                                                              | Serbia                                                                | 2 – 2                                                                 | Bulgaria                                                              | Qual. Euro 2024                                                       | -                                                                     | 62’                                                                   |
| Totale                                                                |                                                                       | Presenze                                                              | 44                                                                    |                                                                       | Reti                                                                  | 5                                                                     |                                                                       |

## Palmarès

### Club

#### Competizioni nazionali
- Campionato portoghese: 1

Benfica: 2013-2014
- Taça de Portugal: 1

Benfica: 2013-2014
- Coppa di Lega portoghese: 1

Benfica: 2013-2014
- Coppa di Grecia: 1

Panathinaikos: 2023-2024